# شهرستان ماسکاتین (آیووا)
شهرستان ماسکاتین، آیووا (به انگلیسی: Muscatine County, Iowa) شهرستانی در ایالات متحده آمریکا است که در آیووا واقع شده‌است.

## خصوصیات
شهرستان ماسکاتین ۱٬۱۶۲٫۹۱ کیلومترمربع مساحت دارد.